# Karl Künstler (Schauspieler)
Karl Künstler (geboren am 13. Februar 1957 in Wien-Hernals; gestorben am 22. Jänner 2022 in Seebarn am Wagram, Niederösterreich) war ein österreichischer Schauspieler. Bekannt wurde er vor allem durch seine Rolle als „Kopier-Fredi“ in der Comedy-Serie MA 2412.

## Leben
Karl Künstler besuchte zunächst nach abgeschlossener Hauptschule das Polytechnikum, ehe er sich nach gescheitertem Aufnahmeversuch an der Graphischen Lehr- und Versuchsanstalt für einen dreijährigen Schildermaler-Lehrgang entschied, den er als Geselle abschloss.
Darauf erhielt er eine Anstellung für drei Jahre bei der Filmproduktion Fuchsbauer. Danach war er 16 Jahre am Medienzentrum der Stadt Wien angestellt. Er entwickelte mit Jugendlichen Videoprojekte und Radio-Hörspiele. In dieser Zeit gestaltete er nebenbei acht Jahre lang Lichtdesigns für Musikveranstaltungen. Zwei Jahre war Künstler Mitglied als Schauspieler und Sänger bei der Undergroundband „Wiener Wunder“. Weiters war Karl Künstler fast 20 Jahre lang als Licht- und Tontechniker im Kabarett Vindobona engagiert. Ab 1984 war er Schauspieler.

## Filmographie
- 1986: Müllers Büro
- 1987: Die Dreckschleuder
- 1988: Sternberg Shootingstar
- 1993: Muttertag
- 1993: Indien
- 1994: 71 Fragmente einer Chronologie des Zufalls
- 1995: Der SEE
- 1996: Schwarzfahrer
- 1996–2000: Kaisermühlen Blues
- 1997: Qualtingers Wien
- 1997: Kreuzfeuer
- 1998: Helden in Tirol
- 1998: Hinterholz 8
- 1999: Wanted
- 1999: Julia – Eine ungewöhnliche Frau
- 1999: Jahrhundertrevue
- 1999–2002: MA 2412
- 2002: Poppitz
- 2002: Kommissar Rex
- 2002–2008: Trautmann
- 2003: MA 2412 – Die Staatsdiener
- 2004: Silentium
- 2005: Das 11er Haus (4-teilige Familiensaga)
- 2006: Lapislazuli – im Auge des Bären
- 2006–2008: Mutig in die neuen Zeiten (Fernsehreihe)
  - 2006:  Nur keine Wellen
  - 2008:  Alles anders
- 2007: Tatort: Familiensache (Fernsehreihe)
- 2008: Falco – Verdammt, wir leben noch!
- 2008: SOKO Donau
- 2010: Die Gipfelzipfler
- 2010: Vitasek?
- 2011: Der wilde Gärtner
- 2011: Brand
- 2013: Paul Kemp – Alles kein Problem – Disharmonie